# Нетулисько-Дуже
Нетулисько-Дуже (пол. Nietulisko Duże) — село в Польщі, у гміні Кунув Островецького повіту Свентокшиського воєводства.
Населення — 798 осіб (2011).
У 1975-1998 роках село належало до Келецького воєводства.

## Демографія
Демографічна структура на день 31 березня 2011 року:
|          | Загалом | Допрацездатний вік | Працездатний вік | Постпрацездатний вік |
| -------- | ------- | ------------------ | ---------------- | -------------------- |
| Чоловіки | 372     | 69                 | 267              | 36                   |
| Жінки    | 426     | 80                 | 241              | 105                  |
| Разом    | 798     | 149                | 508              | 141                  |